# Przeciążanie operatorów
| Przeciążanie i definiowanie                                     | Przeciążanie                                                                | Brak                                                                     |
| --------------------------------------------------------------- | --------------------------------------------------------------------------- | ------------------------------------------------------------------------ |
| - Fortran - Haskell - PostgreSQL - Prolog - R - Smalltalk - SML | - Ada - C++ - C# - D - Kotlin - Object Pascal - Perl - Pico - Python - Ruby | - C - ECMAScript - Java - Modula-3 - Ocaml - Pascal - PHP - Visual Basic |

Przeciążanie operatorów (ang. operator overloading) lub przeładowanie operatorów – rodzaj polimorfizmu występującego w niektórych językach programowania, polegający na tym, że operator może mieć różne implementacje w zależności od typów użytych argumentów (operandów). 
Przeciążanie operatorów to typowy lukier składniowy. Potencjalnie znacznie poprawia czytelność kodu i umożliwia zdefiniowanie większej części biblioteki standardowej na poziomie języka, bez uciekania się do trików. Z drugiej strony, ta technika programistyczna może spowodować powstawanie niejasnych konstrukcji, gdzie operatory wykonują kompletnie różne czynności w zależności od ich operandów.
Na przykład wyrażenie w C++: a << 1 normalnie oznacza przesunięcie bitowe liczby a w lewo. Jeśli a jest strumieniem, oznacza to przesłanie liczby 1 do tego strumienia. Jak jednak interpretować ten fragment gdy a jest oknem? Z tego powodu zalecane jest, aby przeciążać tylko te operatory, których znaczenia łatwo się domyślić, gdyż mają swój odpowiednik w matematyce, fizyce itp.

## Problem nazwy
Inny sposób nazewnictwa – objaśnienia z książki „Symfonia C++ Standard”:

Pisząc w Niemczech tę książkę nie wiedziałem, że pewien polski autor, przetłumaczył termin overloaded – na polski jako przeciążony. […] Warto dodać, że na niemiecki przetłumaczono ten termin jako überladen (przeładować), a nie überlasten (przeciążyć), we francuskim przetłumaczono na recharger (naładować od nowa), na włoski – sovraccaricare, a słowo to nie oznacza wcale czegoś, co jest ciężkie. […] Te fakty potwierdzają słuszność tłumaczenia przeładować.

## Przeciążanie operatorów we Free Pascalu
W kompilatorze Free Pascal można przeciążać operatory w następujący sposób:
```
operator
 
+
(
A
,
 
B
:
 
TMojaKlasa
)
 
R
:
 
TMojaKlasa
;
 

Begin
  

// R od Result

 
R
 
:=
 
(
A
.
Wartosc1
 
+
 
B
.
Wartosc1
)
 
+
 
(
A
.
Wartosc2
 
+
 
B
.
Wartosc2
)
;
 
// Wzięte w nawiasy ze względów estetycznych.

End
;

```